# Главобоља након дуралне пункције
Главобоља након дуралне пункције (ГНДП) или главобоља након лумбалне пункције је непожељна компликација која се можед јавити након дијагностичких, терапијских или случајних пункција ликвора у пределу кичмене мождине. Ова главобоља која настаје унутар 5 дана од лумбалне пункције, узрокована је цурењем ликвора или цереброспиналне течности (ЦСТ) кроз отвор на дури.   Повлачи се спонтано унутар две недеље, или након заптивања места цурења аутологом, епидуралном крвном закрпом.
У зависности од примењене методе, главобоља се јавља у 0,5 до 70% случајева. Може бити праћен мучнином, повраћањем, вртоглавицом, укоченим вратом и/или субјективним симптомима везаним за слух. 
Лечење првенствено укључује одмор у кревету, адекватан унос течности и лекове против болова . Ако су ове мере неуспешне, користе се различите инвазивне терапијске процедуре, међу којима је метода избора епидурални фластер, у који се пацијентова сопствена крв убризгава локално, чиме се згрушава менингеална перфорација. 
Прогноза ГНДП је добра, иако у појединачним случајевима бол може трајати дужи временски период. 
Најважнија мера за спречавање главобоље након дуралне пункције је употреба најтањих могућих игала за убод са „атрауматским” врхом.

## Епидемиологија
Учесталост ГНДП  је око 0,5 до 18% код свих врста пункција ликвора. Код случајева убода током епидуралне анестезије главобоља се може јавити у до 70% случајева. 
Највећи утицај на инциденцију ГНДП имају облик и пречник коришћене пункцијске каниле. Спиналне игле већег пречника и „резаног“, косо брушеног врха имају веће стопе ГНДП од танких игала чији су врхови „атрауматски“ (симетрични) . Код данас најчешће коришћених  стандардних игла (пречника 27 до 25,  брушених „атрауматских”) стопа главобоље је око 0,5% до 1% максимално до 6%. 
Постпункцијска главобоља се чешће јавља током дијагностичке лумбалне пункције него након пункције у спиналној анестезији, јер се у дијагностичкој лумбалној пункцији користе каниле већег пречника како би се добила потребна количина ликвора (>10 ml). За мерење притиска ликвора потребне су и каниле већег пречника.
Млади пацијенти, акушерски пацијенти и они са претходном главобољом након дуралне пункције имају статистички већи ризик од постпункцијске главобоље . 

## Етиопатогенеза
Главобоља након дуралне пункције може се јавити након дијагностичке лумбалне пункције, која се примењује у неурологији, или код спиналне анестезије, процедуре у анестезиологији. У оба случаја, кожа, лигаменти кичме, као и спољашња мождана овојница (тврда опна, лат. dura mater) и средишња мождана овојница (паучинаста опна, лат. аrachnoid mater)  буше се специјалном пункциомном канилом у нивоу лумбалног дела кичме како би се извукао ликвор (цереброспинална течност)  у дијагностичке сврхе или се убризгао анестетик да би се омогућиле безболне операције на доњој половини тела (спинална анестезија) .
Пенетрација у тврде мождане овојнице је ненамерна при извођењу епидуралне анестезије (синоним епидурална анестезија ), у којој се катетер поставља ван мождане овојнице како би се омогућила терапија бола у овој области. Пирсинг менинга је нежељени ефекат ове процедуре.
Претпоставља се да је механизам развоја ( патогенеза ) синдром губитка цереброспиналне течности кроз место перфорације тврде мождане овојнице, иако механизам није детаљно разјашњен. Ово цурење узрокује да се цереброспиналне течности, под утицајем негативног  притиском накупља се интратекално и изазива новоформацију,  када губитак премаши брзину истицања која је приближно 0,35 мл/мин. Овај негативни притисак у простору цереброспиналне течности, који се протеже до лобање, доводи до истезања структура осетљивих на бол (менинге, крвни судови , фалкс церебри ), што ствара компензаторно проширења крвних судова ( вазодилатацију) и повећање интракранијалног притиска услед ометаног венског одлива можданих крвних судова. Ове реакције заједно изазивају главобољу. 

## Дијагноза
Дијагностички критеријуми према Међународној класификацији главобоље - 3. издање (бета верзија), су:
А. Свака главобоља која испуњава критеријум Ц
Б. Урађена је дурална пункција
Ц. Главобоља се развила у року од 5 дана након дуралне пункције
Д. Не може се боље објаснити ниједном другом дијагнозом из МКГ-3